# Елам

Розташування Еламу на півдні сучасного Ірану

29°54′ пн. ш. 52°24′ сх. д. / 29.9° пн. ш. 52.4° сх. д.
Ела́м — одна з найдревніших відомих цивілізацій, стародавня країна на південному заході Ірану, приблизно в межах сучасних останів (провінцій) Хузестан та Ілам (назва останнього походить від Еламу). Еламська мова, яка не була споріднена з жодною іншою мовою, з'являється в піктографічних написах перед 3000 до н. е. Столицею Еламу були Сузи, і Елам був тісно пов'язаний культурно та політично з Шумером і Вавилонією (які він тимчасово завойовував у 2 тисячолітті до н. е.) до часу включення і асиміляції перською імперією Ахеменідів (VI ст. до н. е.).

## Елам (Елам в Біблії)
За Біблією, Елам (родоначальник Еламу) був семітом. Ще до свого падіння Содом зазнав нападу військ еламського Кедорлаомера, який діяв у союзі з царем Сеннааром. Еламіти славилися своїми лучниками, однак вони були завойовані ассирійцями і частково поселені в Самарії.
В Еламській землі розташовувалося місто Сузи.
На початку нашої ери еламіти ще зберігали свою етнічну своєрідність і були присутні в Єрусалимі на дні П'ятидесятниці. (Дії 2:5, Новий Заповіт, Біблія)
Так же упоминается в видении Даниила 8 глава 2 стих, говорится что Даниил в видении был в столичном городе Сузы, Эламской области. Даниил стоял у реки Улая

## Еламська мова
Про генеалогічні зв'язки еламської мови з самого початку її вивчення висловлювалися різні точки зору. Робилися спроби пов'язати її з кавказькими, алтайськими мовами, а також з дравідійською родиною мов.
Останнім часом найпопулярнішими є дві гіпотези: Елам-дравідійська і Елам-афразійська. Перша була висловлена ще 1856 року Калдвелом, і докладно вивчена в 1970—1980-ті роки Д. В. МакАлпіном. Після їхніх робіт ця гіпотеза була підтримана багатьма дослідниками, в тому числі І. М. Дьяконовим. В 1992 році у В. Блажека була висловлена альтернативна гіпотеза про спорідненість еламської мови з афразійськими мовами, і навіть про входження її до афразійської макросім'ї. 10 років потому обидві гіпотези були розглянуті С. Старостіним, який, не відкидаючи жодної з них, показав, що, по-перше, більшість Елам-дравідійських відповідностей є спільними з іншими сім'ями ностратичної макросім'ї, а по-друге — що кількість можливих лексичних паралелей між еламською мовою і афразійськими, з одного боку, і еламською мовою і ностратичними, з іншого, приблизно однакова. На думку Старостіна це може свідчити на користь того, що еламська мова є в деякому сенсі мостом між двома цими макросім'ями, які в кінцевому підсумку можуть утворювати макросім'ї ще більш високого рівня і об'єднувати більшість мовних сімей Євразії.

## Історія Еламу

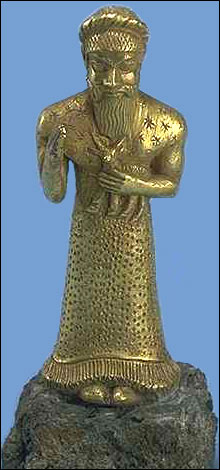
Статуетка з Сузи 1904.

Історію Еламу можна умовно розділити на три періоди, що охоплюють більше двох тисячоліть. Період до першого відомий як протоеламський:
- Протоеламський період: 3200 до н. е. — 2700 до н. е., який протікав локально в Сузах.
- Старий еламський період: 2700 до н. е. — 1600 до н. е., ранній період, що проходив до приходу до влади в Сузах династії Епарті.
- Близький еламський період: 1500 до н. е. — 1100 до н. е., період до вавилонського вторгнення в Сузи.
- Неоеламський період: 1100 до н. е. — 539 до н. е., період характерного іранського і сирійського впливу. У 549 році до н. е. Елам завойовують перси, проте вони настільки адаптують культуру поневоленої країни, що Йосип Флавій навіть називав еламітів предками персів.

## Опис
Еламом в давнину називалася низинна, а в середній і верхній частині — гірська долина річок Карун і Керхе, які впадали у висохлу тепер лагуну Перської затоки на сході від р. Тигр, а також навколишні гірські райони — принаймні нинішні іранські області Хузістан і Фарс, може бути і віддаленіші (на Схід). У самих еламських текстах країна називається Хатамті (Hatamti), зустрічається і Халамті (Hal-tamti) — форма, можливо, більш архаїчна (пор. Елам. Hal 'країна'). що перекладається як «Божа країна». У шумерів відома як Нім, а в аккадців — Еламту.
У III тисячолітті до н. е. з шумеро-аккадських джерел відомий цілий ряд еламських міст-держав: Шушен (Сузи), Аншан (Анчан), Симашко, Б / Парахсе (пізніше Мархаші), Адамдун (мабуть, шумерська форма терміну Hatamti) і багато інших.
У II тисячолітті до н. е. найважливішими складовими частинами Еламу були Шушен (Шушун) і Анчан; еламські царі незмінно вказували ці два міста у своїх титулах. Шушен — це Сузи грецьких авторів, добре досліджене городище між Карун і Керхе, поселення, що сходить до IV тисячоліття до н. е.; Анчан — це городище Тепе-Малья недалеко від сучасного Шираза в Фарсі.

## Царі Еламу

### Аванська династія
Перші відомості про державу Елам відносяться приблизно до кінця XXVII — першої половини XXVI століття до н. е., коли в Північному Дворіччі панували царі Авана. Близько 2500 р. до н. е. правителі шумерського міста Кіш зуміли позбутися еламського панування. У цей час в Аван утвердилася нова династія, засновником якої був, ймовірно, Пелі. Втім, історія цього часу відома дуже погано. Близько 2300 р. до н. е. Елам був підкорений Аккадською державою, але аккадці не зуміли утримати країну в своїй владі і змушені були на кілька років її залишити. Новий аккадський цар Рімуш зміг знову захопити Елам і повністю спустошити країну. Тим не менш, царям Аккаду, незважаючи на ряд походів, ймовірно, не вдалося по-справжньому підкорити Елам, і племінник Маніштушу, цар Нарам-Суен врешті уклав з еламітами письмовий договір, за яким Елам зобов'язався погоджувати свою зовнішню політику з Аккадським царством, але зберіг внутрішню незалежність. Це перший відомий нам у світовій історії міжнародний договір. Він написаний не тільки еламською, але й аккадським клинописом, який з цього часу почав поширюватися в Еламі. За останнього представника Аванської династії, Кутик-Іншушінака, коли Аккад сам упав під натиском племен Гутії, Елам повернув собі незалежність. Але гутії напали і на Елам, у результаті чого держава розпалася на кілька окремих областей. Тільки через сто років країна зуміла возз'єднатися, і почалося нове піднесення Еламу під владою царів династії Симашк.

### Симашкська династія
Незабаром після повного розпаду Аванського царства Елам був завойований урським царем Шульги. Протягом кількох десятиліть країна керувалася шумерськими чиновниками. Тільки за урського царя Шу-Сіна з'явилися відомості, що в Еламському місті Симашкі править якийсь цар Гірнамме I. Наступник Гірнамме — Енпілухан — зміг відокремитися від Ура і захопив міста Аван і Сузи. Хоча сам Енпі-луххан був незабаром полонений шумерським військом, Елам до того часу повністю скинув з себе владу шумерів. Урські гарнізони були вигнані, а самим шумерам довелося бігти з країни. Під владою царя Хутрантемпті еламіти почали здійснювати набіги на територію Межиріччя і незабаром змогли помститися Уру за їх панування в Еламі. Останній цар III династії Ура Іббі-Сін був позбавлений влади за допомогою еламських військ, після чого еламські гарнізони були розміщені в Урі та інших великих містах Шумеру. Тим не менше, їм довелося піти звідти через декілька років. За царя Ідатту I правителі Симашку підпорядкували своїй владі весь Елам. Однак процвітання еламського держави тривало менше півстоліття. Незабаром царі Симашко стали втрачати свою могутність, і приблизно в першій половині XIX століття до н. е. влада над Еламом перейшла до нової династії Суккаль-махів.

### Династія Суккаль-махів (Епартідів)
Засновник династії — Епарті — був вихідцем із низів, який отримав владу над країною не у спадщину, а в результаті боротьби. Нащадки Епарті, особливо цариця Шільхаха, зуміли істотно зміцнити царську владу і посилити еламську державу. Структура влади в Еламі представляла тоді свого роду тріумвірат. У країні існувало одночасно три правителі: 1) суккаль Суз, 2) суккаль Еламу і Симашку, 3) суккаль-мах. Царем країни фактично вважався суккаль-мах, його резиденція знаходилася в Сузах. Після його смерті на еламський престол зазвичай вступав суккаль Еламу і Симашку. Зазвичай це був брат покійного. А суккалем Суз (правителем столиці) суккаль-мах ставив свого старшого сина. Таким чином, влада в Еламі переходила не від батька до сина, як це було прийнято тоді в інших державах, а від старшого брата до молодшого. Про політичну історію династії Суккаль-махів до нас дійшли тільки уривчасті відомості. Елам тоді вів війни з Вавилонським і Аккадським царством зі змінним успіхом. На початку XV століття до н. е. династія Суккаль-махів раптово обірвалася. Невідомо чому, але можна припустити, що Елам був завойований каситами. Тільки через століття Елам зміг знову повернути собі незалежність під владою царів Аншана і Суз.

### Династія царів Аншана і Суз (Ігехалкіди і Шутрукіди)

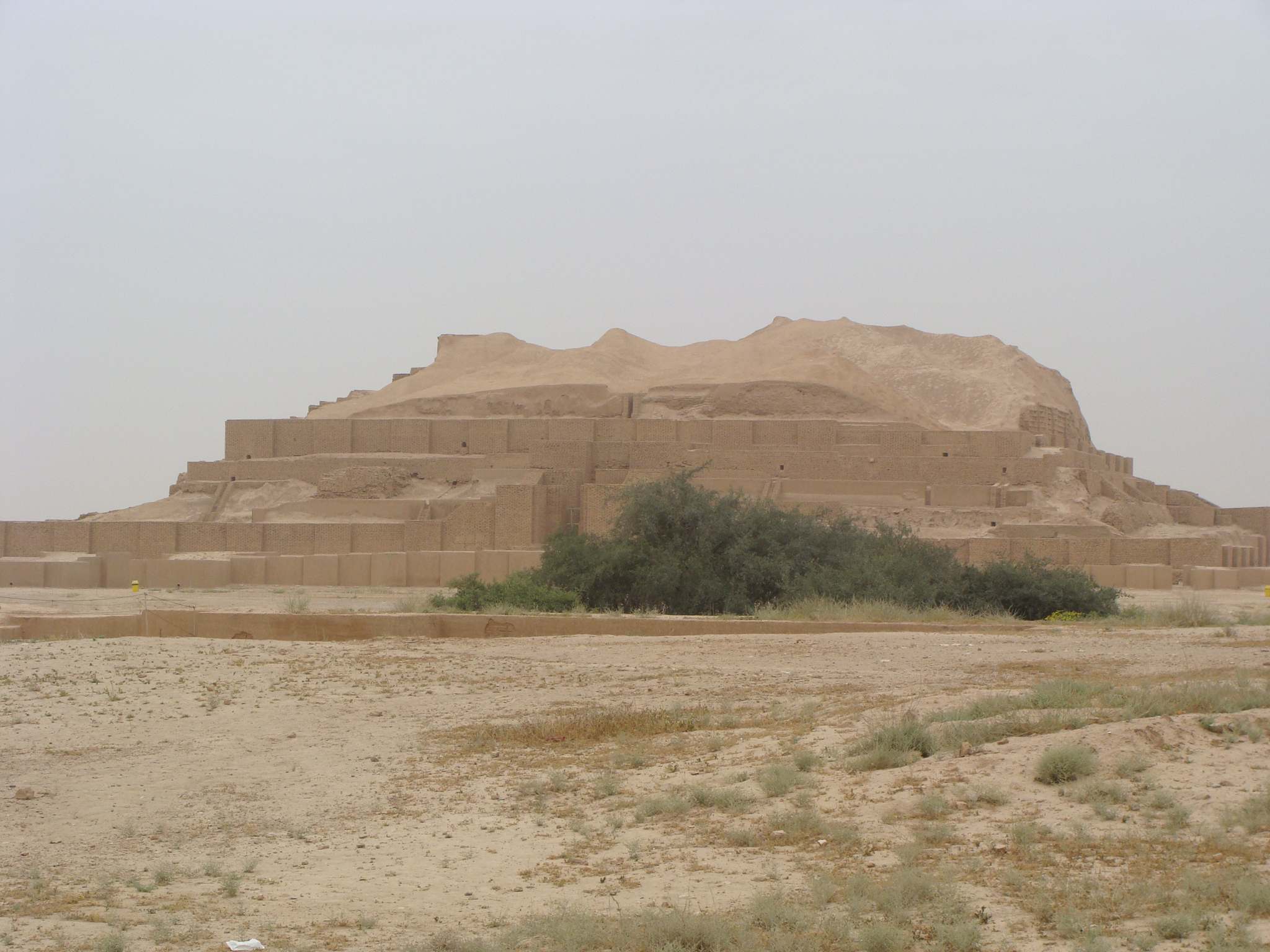
Зикурат Дур-Унташ, 1300 до н. е.

Це, безсумнівно, найславніший період еламської історії, який залишив також найбільшу кількість археологічних пам'яток, зокрема, знаменитий зикурат Дур-Унташ (нині Чога-Замбіль), побудований за царя Унташ-Напіріша.
Ново-еламській династії, мабуть, вдалося в цей час зламати сепаратизм місцевої знаті і зміцнити центральну владу. З початку XIII ст. до н. е. починається нова серія еламських завоювань. Еламіти вдалося захопити велику область на річці Діяль, в тому числі і місто Ешнунну (за царя Унташ-Напіріша (вступив на царство в 1275 до н. е.). Через цю область проходили караванні шляхи з Дворіччя на нагір'я Ірану. Ці перемоги еламітів сприяли кризі касситської династії у Вавилонії і повного визволення Еламу з-під вавилонської влади.
За царя Кітен-Хутрані (почав царювати в 1225 до н. е.) було здійснено два завойовницьких походу на Вавилонію, взято Ніппур, а потім Ісин. Але всі спроби еламського правителя зміцнитися в Вавилонії були зірвані ассирійським царем Тукульті-Нінурта I, який сам був зацікавлений у гегемонії над Вавилоном, в чому досяг успіху набагато більше еламського царя. Незабаром після смерті Кітен-Хутрана в Елам до влади приходить нова династія — Шутрукідів, названа по імені царя Шутрук-Наххунте I. Цей цар в 1160 році здійснив переможний похід на Вавилон, повністю розоривши місто, узявши з Вавилонії величезну данину. Серед військової здобичі була взята знаменита стела з законами Хамураппі, знайдена потім в Сузах археологами. У 1157 до н. е. касситська династія у Вавилоні закінчила своє існування, але Еламу не вдалося повністю підкорити Вавилонію.
Найвищого розвитку Еламська держава досягла за царя Шільхак-Іншушінака, який значно розширив еламські володіння, особливо в горах Загра і на схід від них. Йому вдалося вторгнутися і в Ассирію, де він зайняв південне ассирійське місто Екаллате.
Після поразки Еламу, завданого йому Навуходоносором I, царем Вавилона в 1130 до н. е. (Битва на річці Улай), а потім після поразки Вавилонії, завданого їй ассирійським царем Тіглатпаласаром I в кінці XII століття до н. е., обидві країни, Елам і Вавилон, переживають період занепаду. У Еламі відновлюється або зберігається панування місцевої знаті; відсутність міцної централізованої держави і крайня неміцність царської влади, яка перетворилася на іграшку у боротьбі фракцій знаті, ми зустрічаємо і в I тисячолітті до н. е. як характерні риси історії Еламу.

### Новоеламська династія

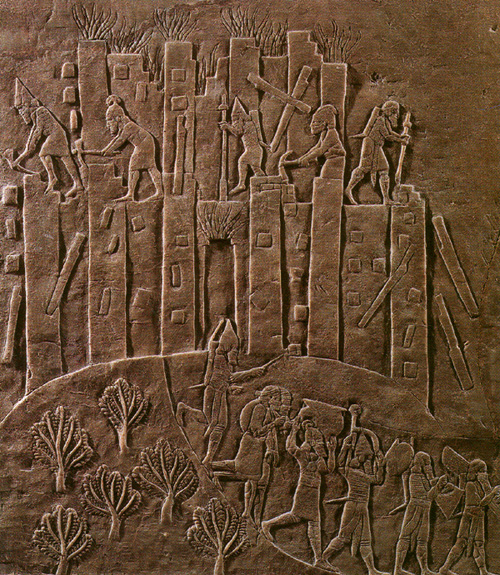
Асирійська армія Ашурбаніпала спалює столицю Еламу Сузи, 647 до н. е.

## Релігія еламітів
Релігія еламітів — політеїзм, мала багато рис, які наближають її до релігій сусідньої Месопотамії. Головним божеством в III тисячолітті до н. е. була богиня Піненкір (існували ще 2 богині-матері — Парті і Кіріріша), через тисячу років «на престолі» її змінив чоловічий бог Хумпан. Велике значення грав також культ бога міста Сузи Іншушінака. Інші відомі боги — Хутран, Манзат, Наххунте, Нарунді.
За віруваннями еламітів, кожне божество мало надприроду ауру Кітен, яка могла перетворюватися у металевий або кам'яний знак — табу.
Богам приносили жертви і поклонялися у храмах, побудованих на зразок месопотамських на вершинах східчастих пірамід — зикуратів. Такий зикурат зберігся у нинішньому Чога-Занбілі, він побудований за часів царя Унташ-Напіріші. Крім того, відомі обряди поклоніння богам у священних гаях, які росли біля храмів.

## Галерея

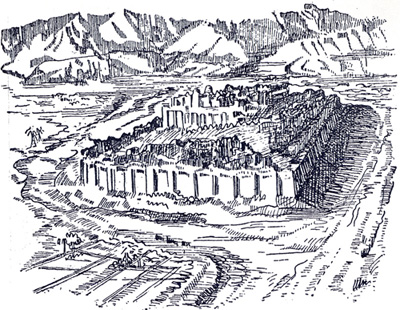
Зикурат
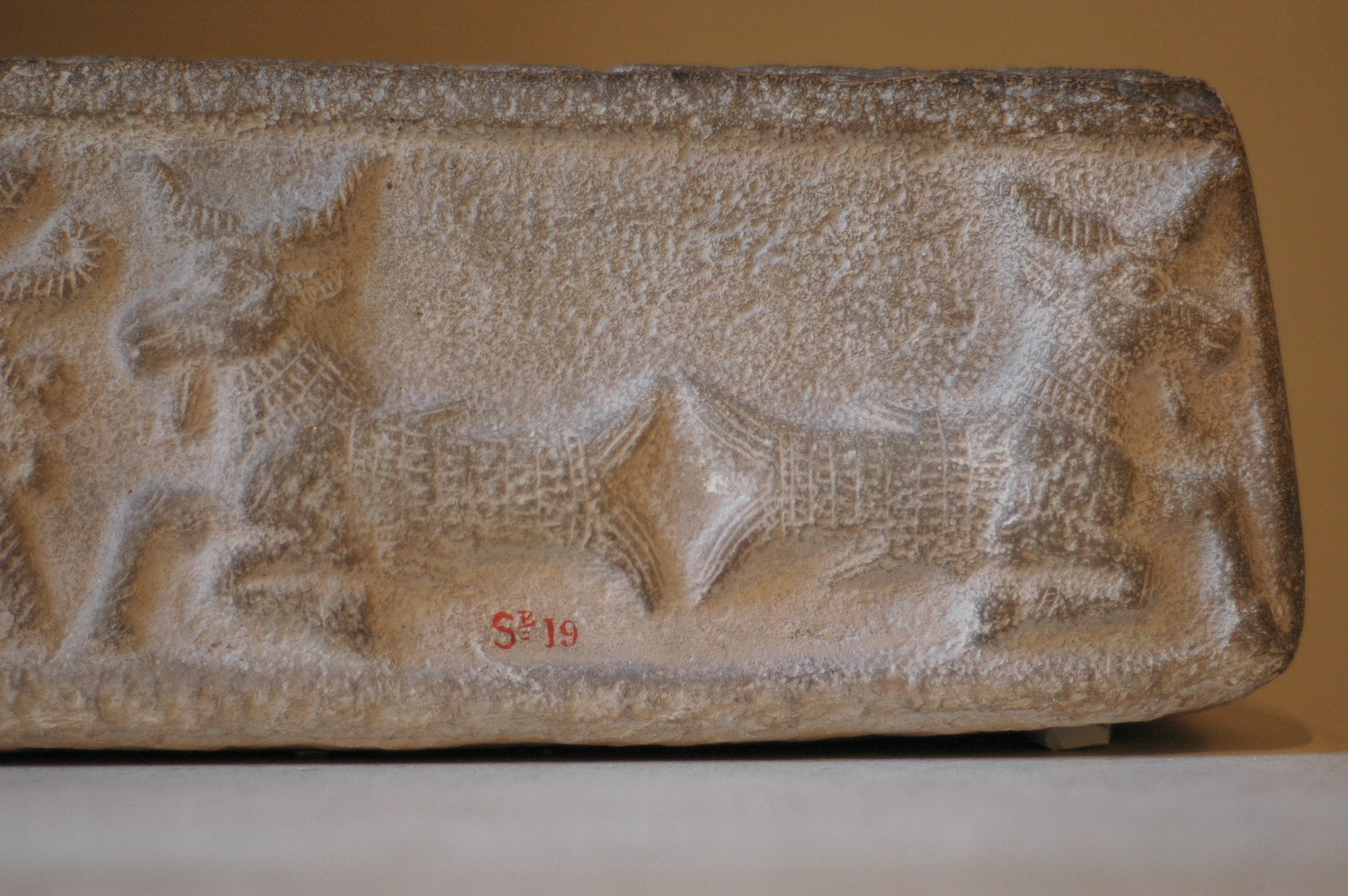
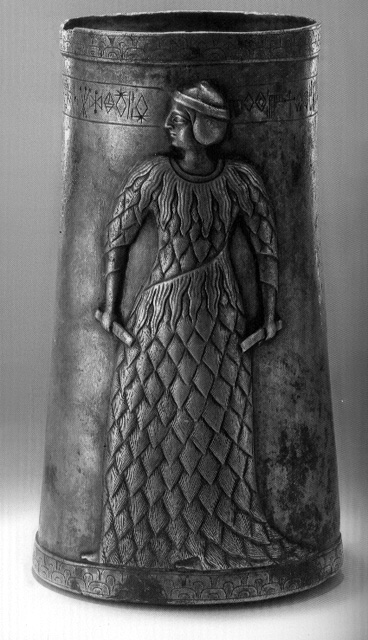
Срібний кубок
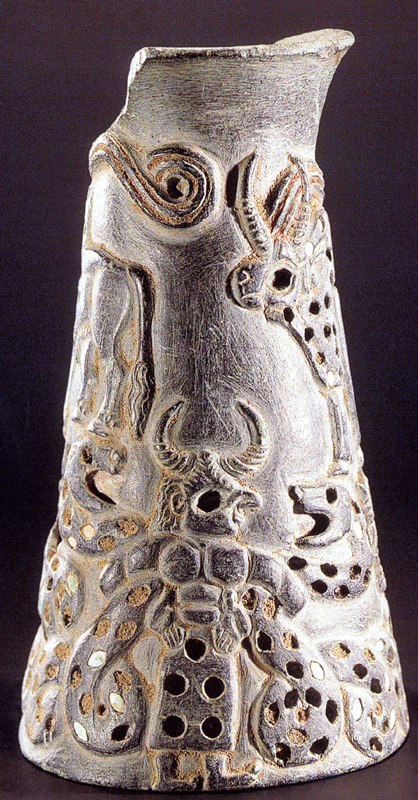
Дворога фігура бореться з богинею-змією
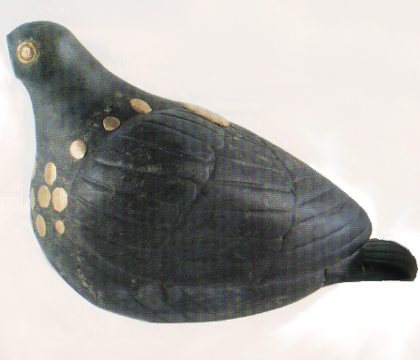
Голубка, 12 століття до н. е.
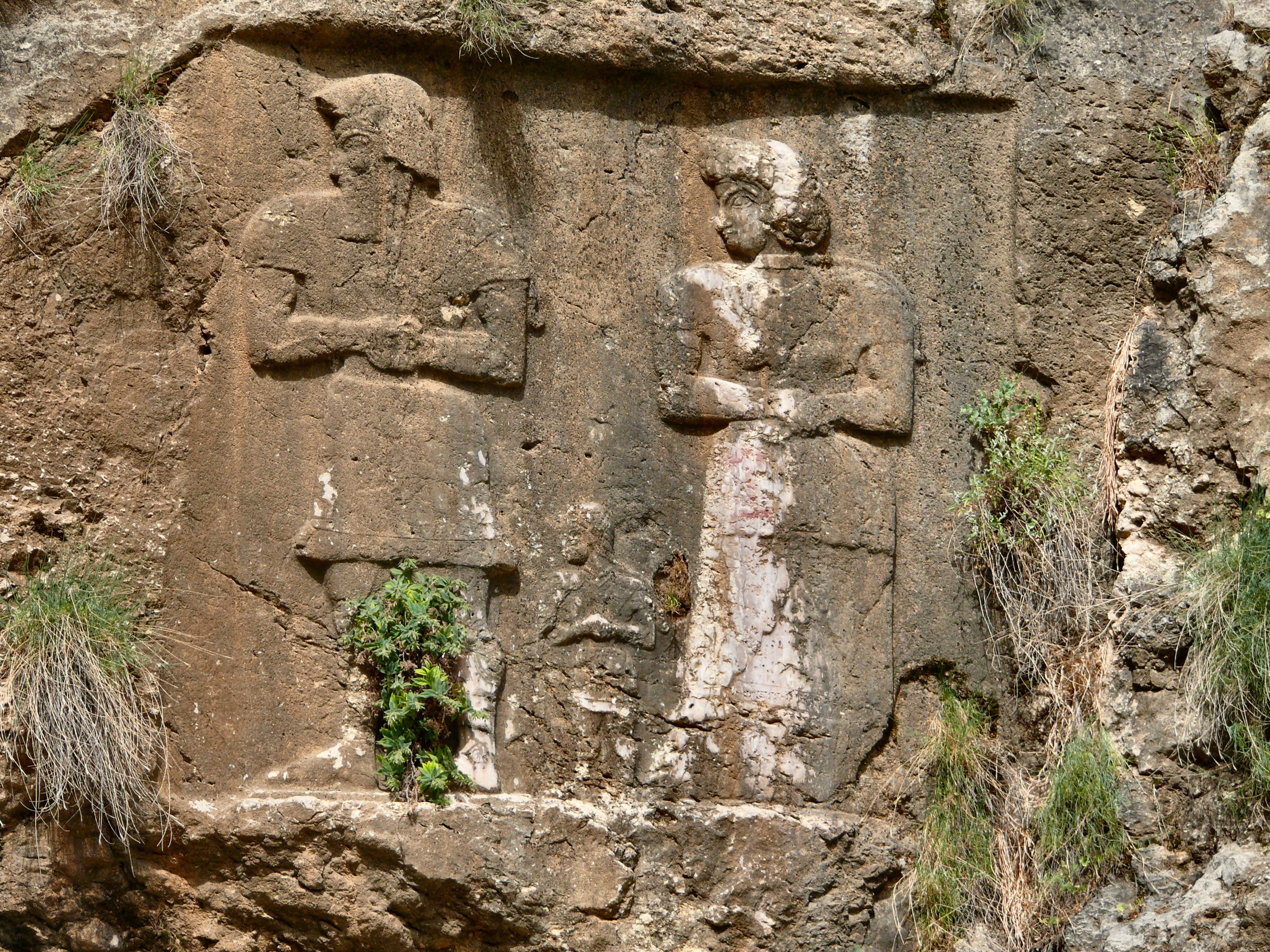
Ешкафт Салман. Зображення достойної жінки показує на важливість цього полу в імперії
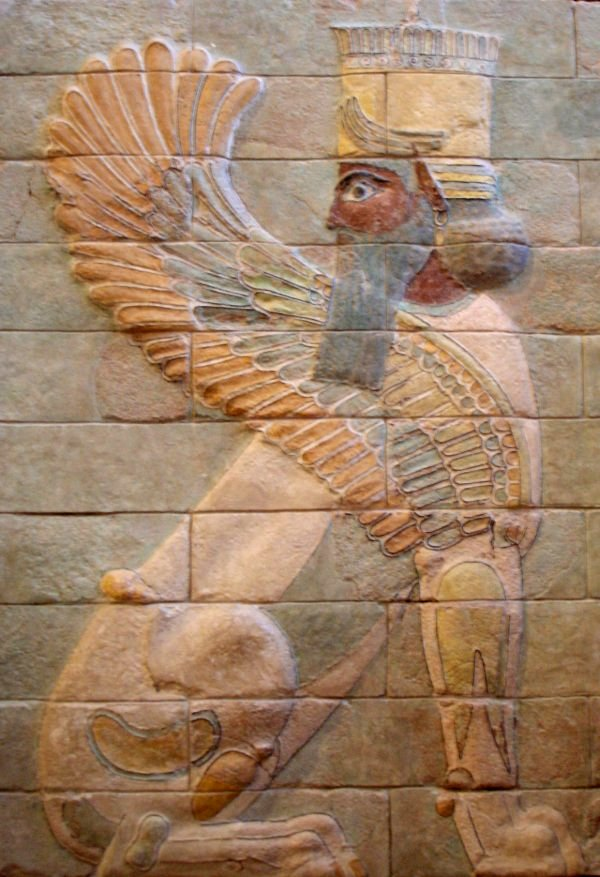
Сфінкс Дарія із Суз, Лувр
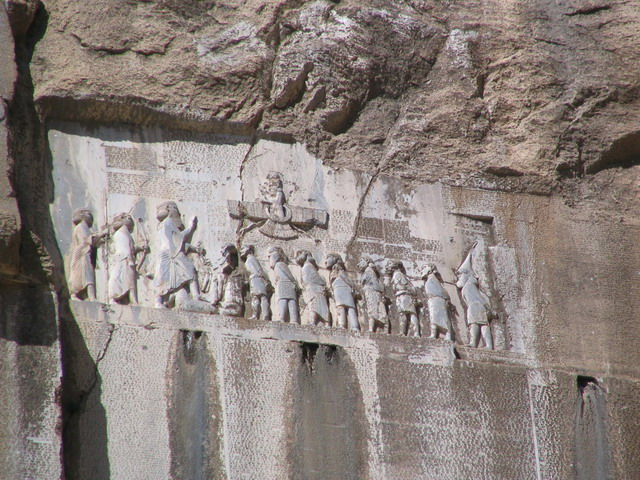
Бехістунський напис Дарія Великого на еламській мові
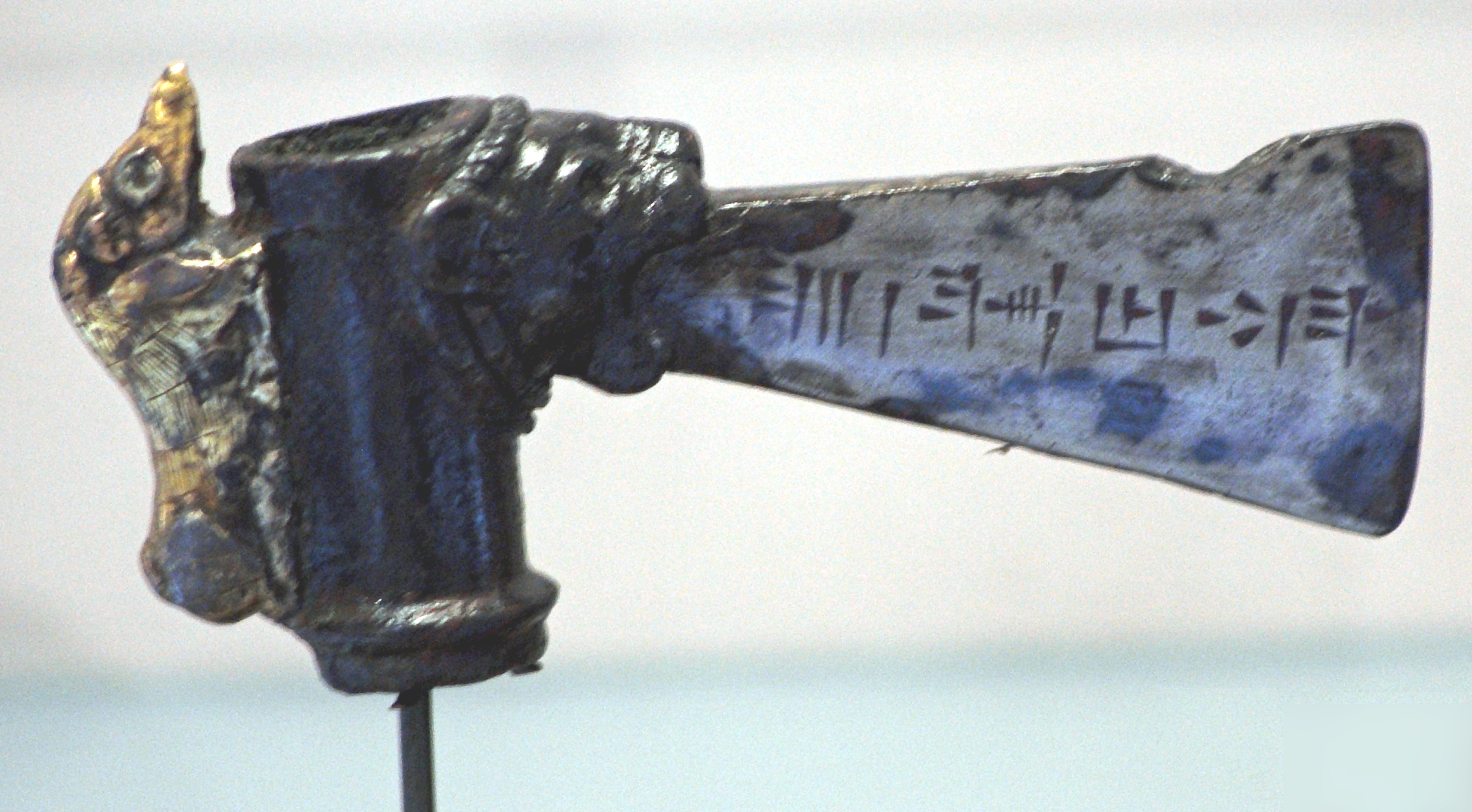
Топор зі срібла та електруму має напис імені Унташ-Напіріша, Лувр
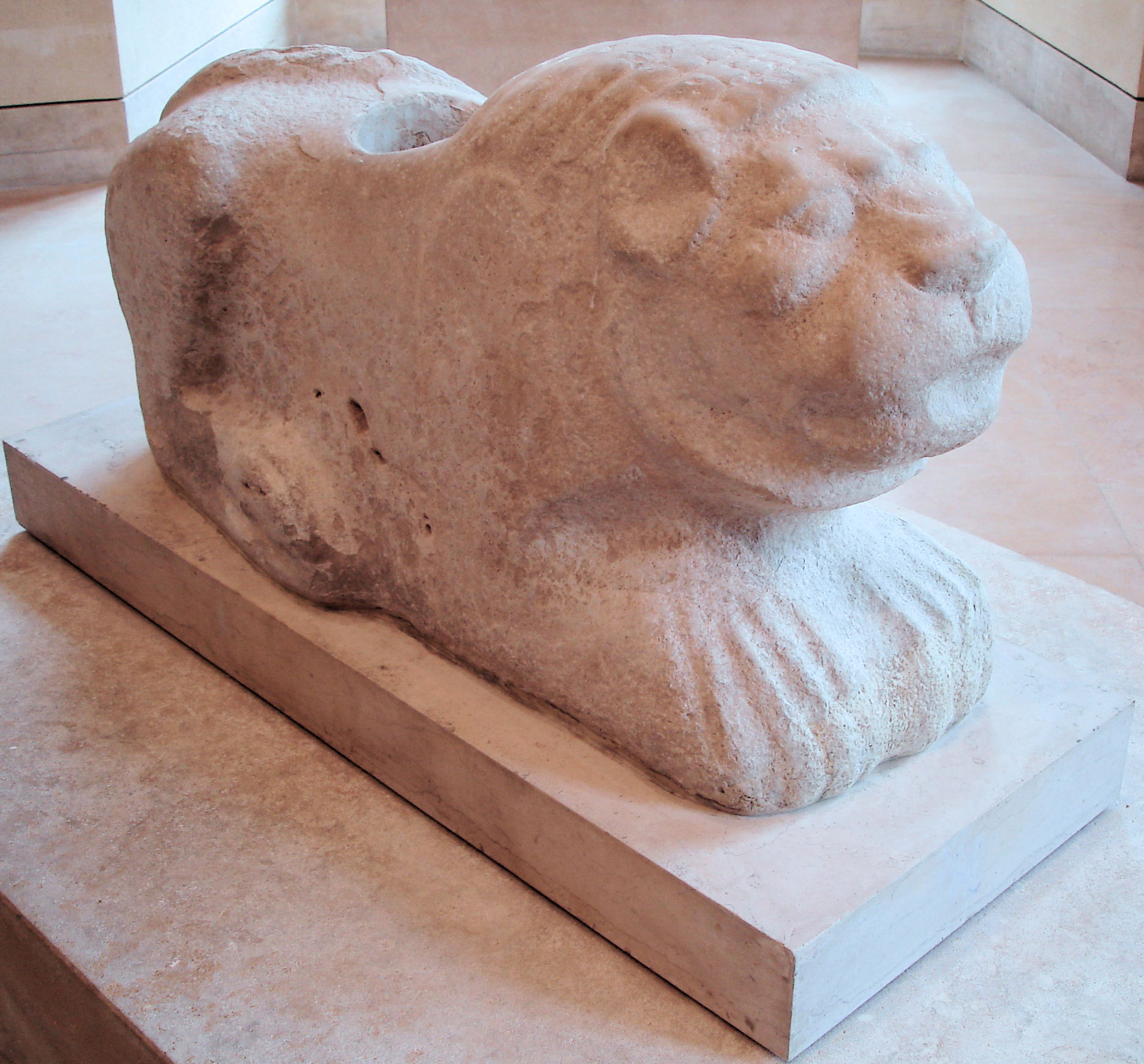
Лев-захисник, XX століття до н. е.
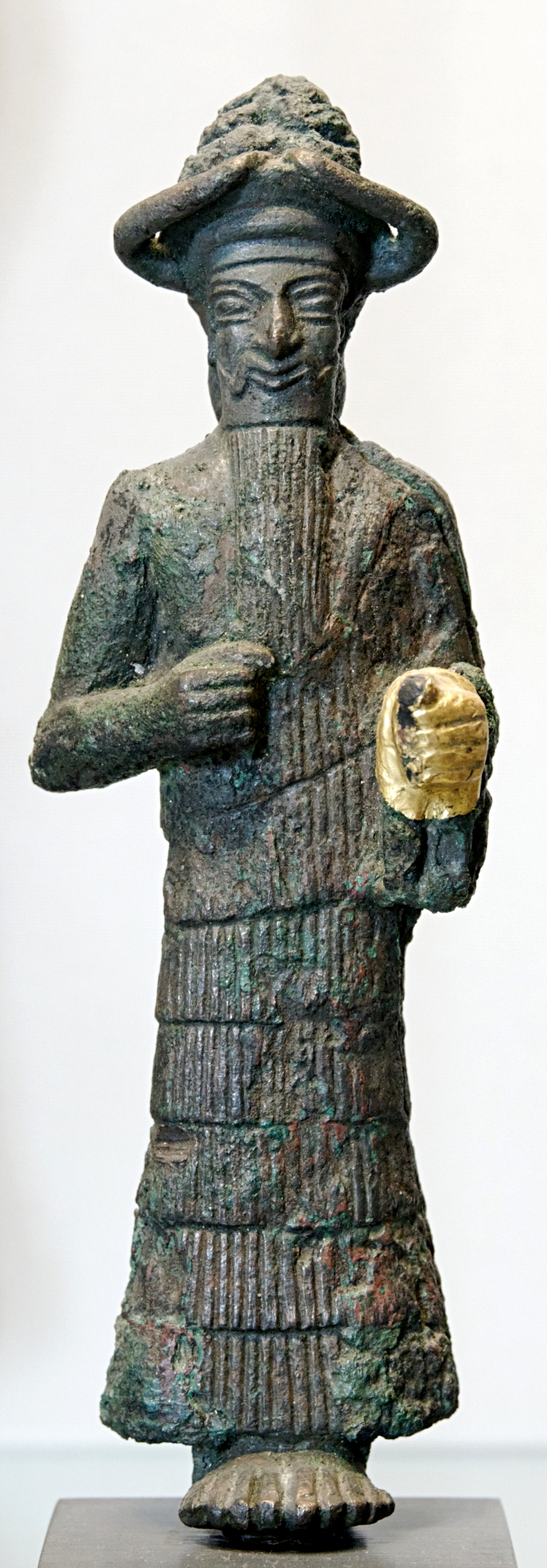
Статуетка бога
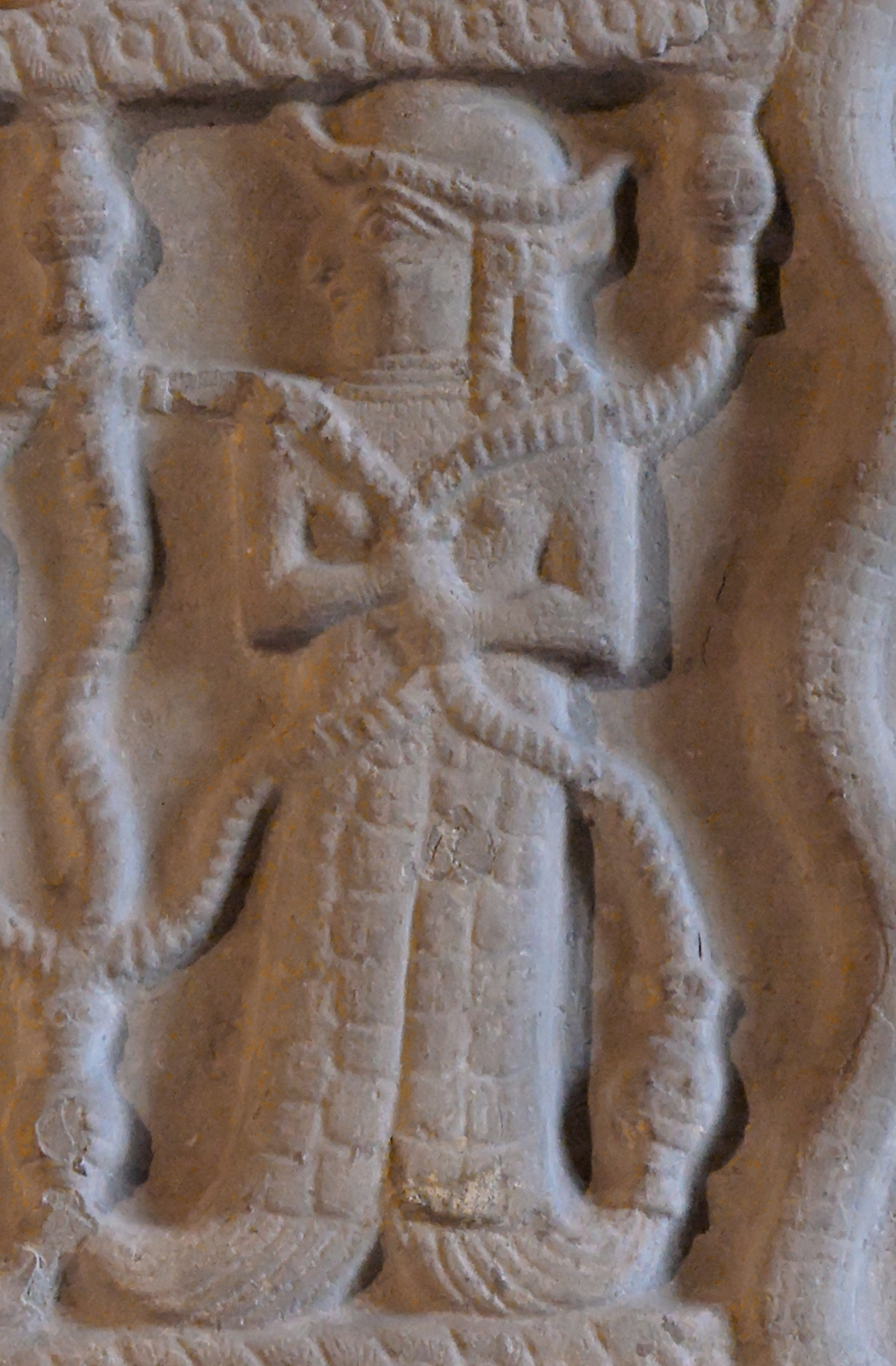
Частина стели Унташ-Напіріша, кінець XIV століття до н. е., Лувр
Бронзова статуя королеви Напір-асу, кінець XIV століття до н. е.
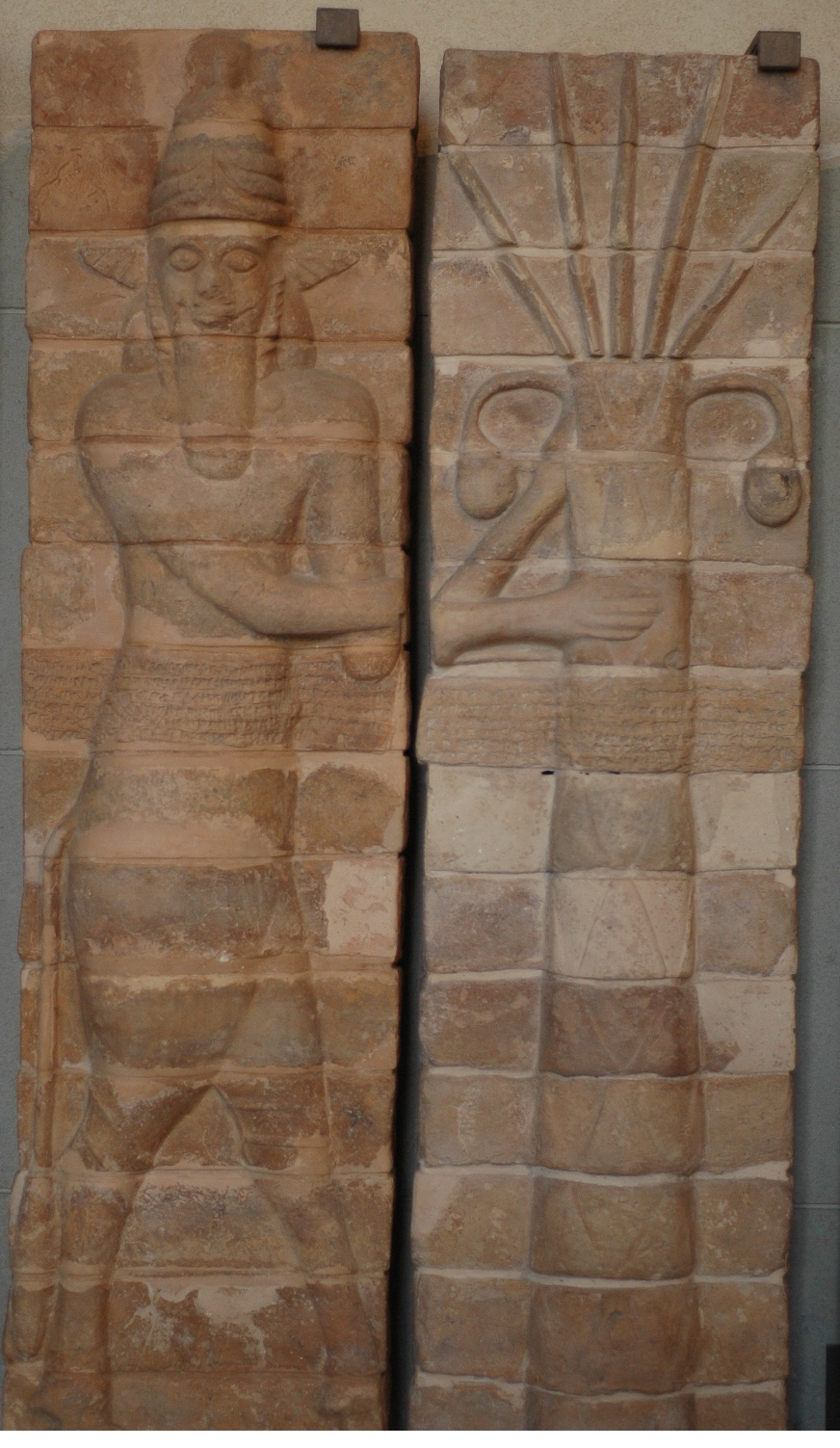
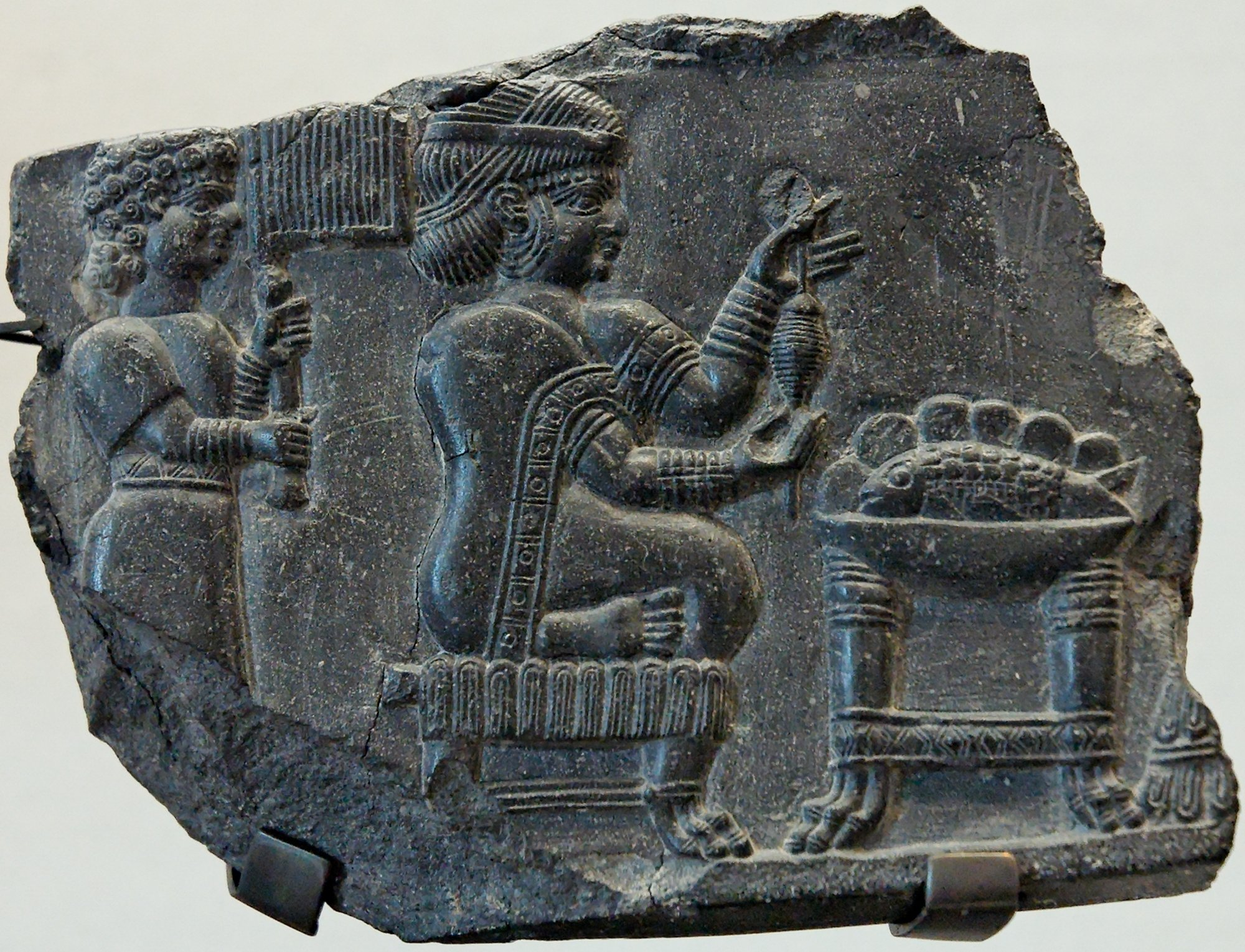
Барельєф. Прядильниця. Лувр